# 阿西·厄尔
阿西·博伊德·厄尔（英語：Acie Boyd Earl，1970年6月23日—），美国NBA联盟前职业篮球运动员。他在1993年的NBA选秀中第1轮第19顺位被波士顿凯尔特人选中。